# اینیا تیدبلاد
اینیا تیدبلاد (انگلیسی: Inga Tidblad؛ ۲۹ مهٔ ۱۹۰۱ – ۱۲ سپتامبر ۱۹۷۵) یک هنرپیشه اهل سوئد بود.
از فیلم‌ها یا برنامه‌های تلویزیونی که وی در آن نقش داشته است، می‌توان به اسلحه دستی اشاره کرد.